# Shu Hiramatsu
Shu Hiramatsu (født 20. november 1992) er en japansk fodboldspiller, som spiller for den japanske fodboldklub Albirex Niigata.